# 로베르트 코흐 연구소
로베르트 코흐 연구소(독일어: Robert Koch-Institut, RKI)는 전염병과 비전염병을 둘 다 자체적으로 관할하는 독일 보건부 산하의 연방 공공보건기관으로 병의 연구에 있어서도 중요한 역할을 수행한다. 본사는 베를린의 베딩(Wedding)에 위치해 있으며, 이름은 의사이자 미생물학자였던 노벨 생리학·의학상 수상자 로베르트 코흐에게서 유래되었다. 약 1200명이 여기서 일하고 있고 이들 중 450여명은 연구원들이다. 2015년 3월 1일부터 로타르 빌러가 연구소장으로 재직하고 있다.

## 임무
로베르트 코흐 연구소는 병을 관찰하고 이가 어느 정도 주민들에게 위협이 되는지를 평가하여 대책이 필요할 경우에는 이에 관한 학문적 근거와 기반을 마련하는 것이다. 이에는 아직 발견되지 않은 진단, 실험이나 역학적 방법론을 비롯해 유전공학, 환경의학적인 영향과 방법론의 평가 역시 포함된다. 특히 중점적으로 다루는 전염병 분야에 있어서는 세계보건기구나 유럽연합과의 연계·공조를 담당하며 보건부 산하에서 다음과 같은 역할을 수행한다.
- 생물의학적 관점에서의 병의 연구 수행과 기준 정립
- 대책 수립을 돕기 위한 의료데이터의 분석
- 유전공학과 환경의학 관련 품질 검사 및 제조 기준의 확립
- 국가적 차원에서의 공공보건

## 역사

### 설립
감염병의 연구와 방역을 담당하는 기관을 따로 두는 것은 프로이센에서 1887년부터 고려되어 왔다. 이는 베를린에서 열린 1890년의 10번째 국제의학회의 이후 구체화되어 이듬해 7월 1일에 프로이센 왕립 전염병 연구소가 설립되었고 로베르트 코흐가 1904년까지 초대 소장으로 있었으며, 그의 직원이었던 게오르크 가프키와 프리드리히 뢰플러 역시 후에 연구소장이 되었다. 1897년에는 노르트우퍼(Nordufer)에 새 건물을 신축하기 시작해 1900년에 완공되었고 1906년에는 인근에 루돌프 피르효 병원(Rudolf-Virchow-Krankenhaus)이 개원했다. 이 병원에는 로베르트 코흐의 권고에 따라 감염병 연구소 소속의 의사가 담당하는 전염병 부서가 따로 설치되었는데 이는 학문적 관점에서의 의학과 임상의학의 분리라는 원칙을 계속 유지시키기 위함이었다. 이후 광견병을 비롯해 다른 분야에서도 양쪽의 협업이 많아졌다. 1912년에는 결핵균 발견 30주년을 기념하여 연구소에 로베르트 코흐의 이름이 들어가게 되었고 제1차 세계 대전 이후 왕립 타이틀이 사라지면서 프로이센 로베르트 코흐 전염병 연구소로 이름이 바뀌었다.

### 나치의 인체실험
아돌프 히틀러가 수상이 되자 유대인 학자들은 연구소를 떠나야 했고, 이후 망명하거나 몸을 숨겨야 했다. 이로 인해 연구소 인원의 약 2/3가 줄어들었고 대부분의 프로젝트들은 중단되었다.
나치 독일 시기의 로베르트 코흐 연구소는 완전히 나치즘에 물들어 있었고 연구소장과 대부분의 부서장들은 나치당의 당원이었으며 나치에 의한 폭력 정치의 한 축을 담당했다. 1935년 RKI는 보건부에 편입되었다가 1942년에 다시 독립했다. 연구소의 많은 학자들은 SS국가의사와 협력해 나치 강제수용소와 정신병원에서 인체실험을 자행했고 직원들 중 여럿은 방위 학문 위주인 학계와 다른 의료시설에서 중요한 직책을 맡고 있었다. 작센하우젠 강제수용소 외에도 1942년부터는 부헨발트 강제 수용소에서도 수용자들을 대상으로 티푸스 백신 실험이 있었다. RKI의 열대의학 부서장이었던 클라우스 실링은 다하우 강제수용소에서 백신 시험 용도로 약 1200명의 수용자들에게 말라리아를 감염시켰고 이들 중 300-400명이 사망하는 결과를 초래했다.

### 1945년 이후
제2차 세계 대전 이후 로베르트 코흐 연구소는 서베를린의 보건관리청에 귀속되었으나 베를린에만 임무 영역이 국한되지는 않았다. 1952년에는 연방 보건청의 일부분이 되었고 독일통일 이후에는 동독의 여러 관련 기관들을 흡수했다. 이후 1994년 7월 1일부터 보건조직 개편에 의해 독립하여 연방 보건부 산하에서 자체적으로 질병 관련 업무를 수행하는 기관이 되었다. 2008년에 RKI는 중증 장애인들의 직장 생활을 모범적으로 지원한 연유로 베를린시로부터 통합상을 수여받았다.

## 영묘와 박물관

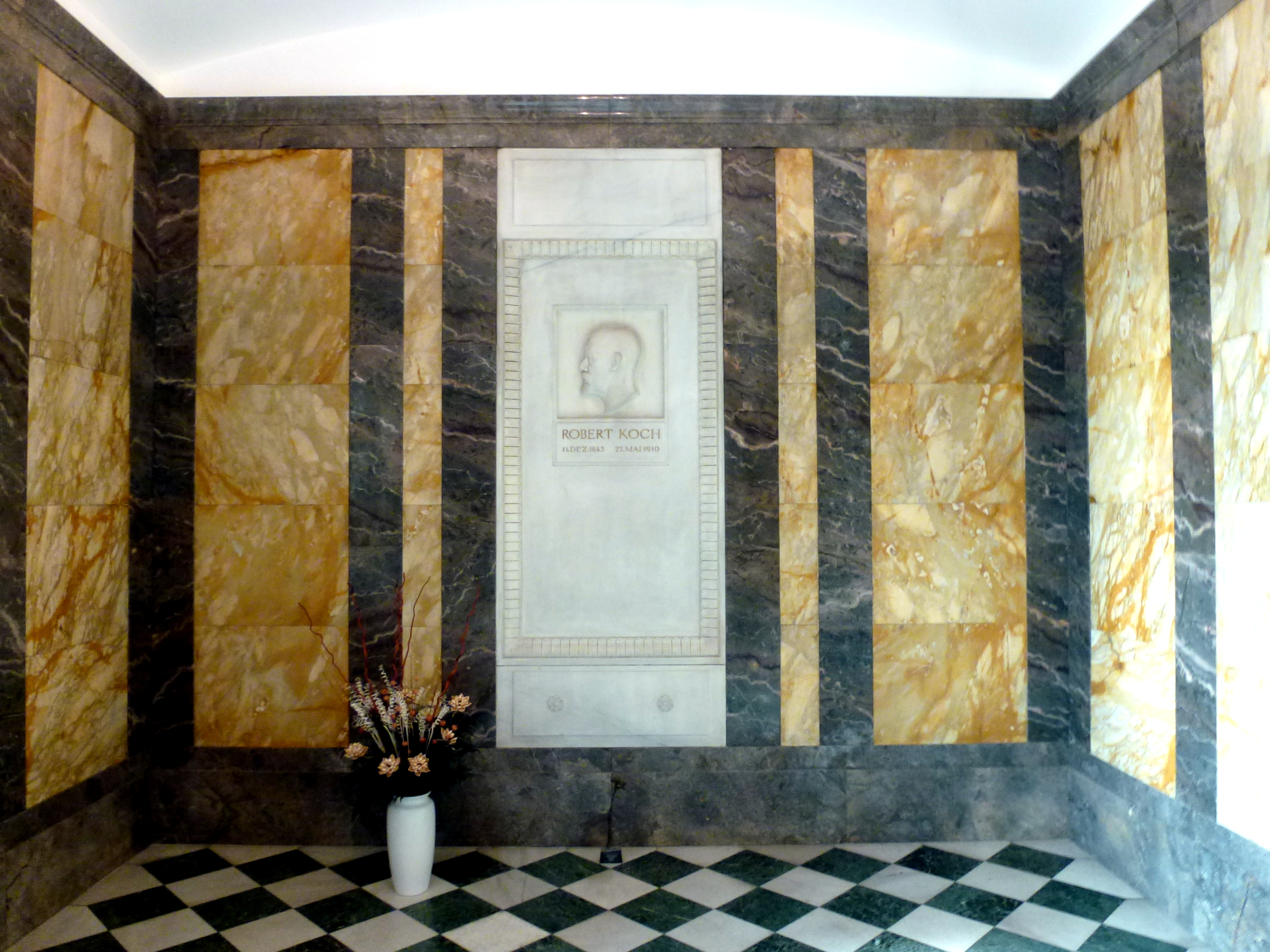
RKI 내의 영묘: 로베르트 코흐의 묘비 (에피타프)

코흐가 1910년 5월 27일 사망한 이후 건축가 파울 메베스에 의해 원래 사진부에서 쓰던 연구소 건물의 남서쪽 1층 강당 맞은편에는 그를 위한 묘소가 마련되었고 여러 색의 대리석 치장이 추가되었다. 묘비의 조각은 조각가인 발터 슈마르예가 담당했다. 1910년 12월 4일 코흐의 가족들이 입회한 가운데 코흐의 재가 담긴 구리 납골 단지가 그 곳에 안치되었고 12월 10일에는 개관이 이루어졌다. 코흐의 장례를 연구소 건물 내에서 지내는 것이 가능했던 이유는 당시에는 프로이센에 납골 단지의 안치와 관련된 법이 없었기 때문이다. 영묘와 그에 딸린 박물관은 베를린 자연사 박물관과의 협력 하에 약 2년간의 계획 및 공사를 거쳐 2017년 11월 30일에 다시 개장했다.

## 기관의 구성

### 조직
RKI는 다음과 같은 부서로 나뉘어 있다.
- 전염병 부서
- 역학과 보건 소식 보도 부서
- 전염병 역학 부서
- 생물학적 위협 및 특수 병원체 센터
- 방법론 개발과 연구 인프라
- 프로젝트 팀 (면역학적 방어 메커니즘, Acinetobacter baumannii, 새로운 인수공통감염병, 전염병의 역학 모델링, 살모넬라와 캄필로박터의 독성인자)
- 신예 연구 그룹 (미생물 유전체학, 물질대사, 미생물 병원체)
- 세계 보건과 생물안전
- 줄기세포법 관련 인허가
- 연구소 지도부와 행정관리
- PR 및 홍보
- 연구작업의 조정과 연계

RKI는 역학 공보물, Journal of Health Monitoring이나 Bundesgesundheitsblatt 같은 정기 간행물을 내보내고 있다. 연구소에는 항구적 백신 위원회(Ständige Impfkommission, STIKO)와 병원위생·전염병예방위원회(KRINKO)를 비롯한 여러 위원회와 국가 표준 실험실 등이 자리잡고 있다.

### 고위험 실험실
2015년 2월 3일 함부르크의 베른하르트 노흐트 열대의학 연구소, 마르부르크에 위치한 생물안전도 BSL-4의 실험실과 림스 섬에 위치한 프리드리히 뢰플러 연구소에 이어 독일에서는 네번째이자 연방 차원에서의 인체 의학 관련 기관으로는 처음으로 에볼라 환자 등을 치료하는 피르효 병원의 특수 격리병동 바로 옆에 고위험 실험실이 착공되었고, 준공은 2018년 7월 31일에 이루어졌다.

## 위치

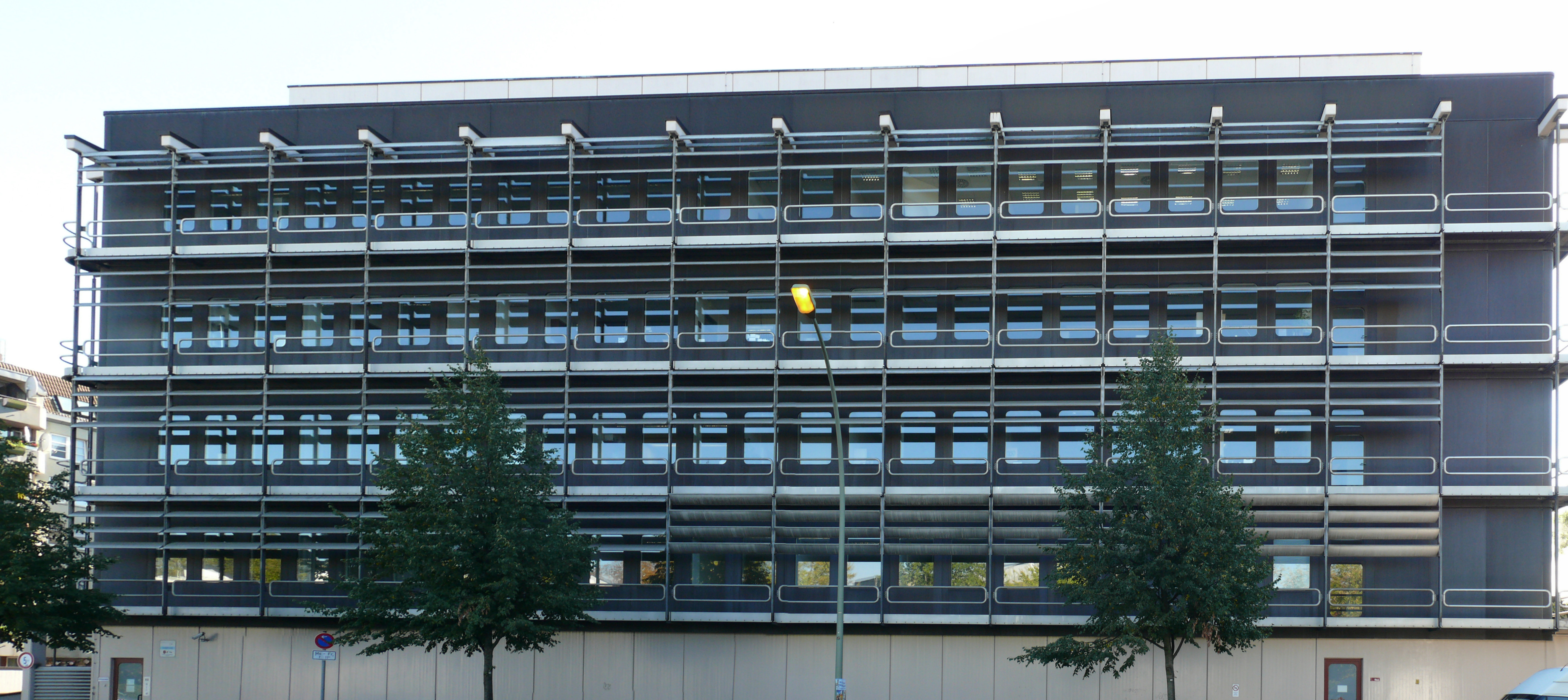
베딩의 RKI 본부

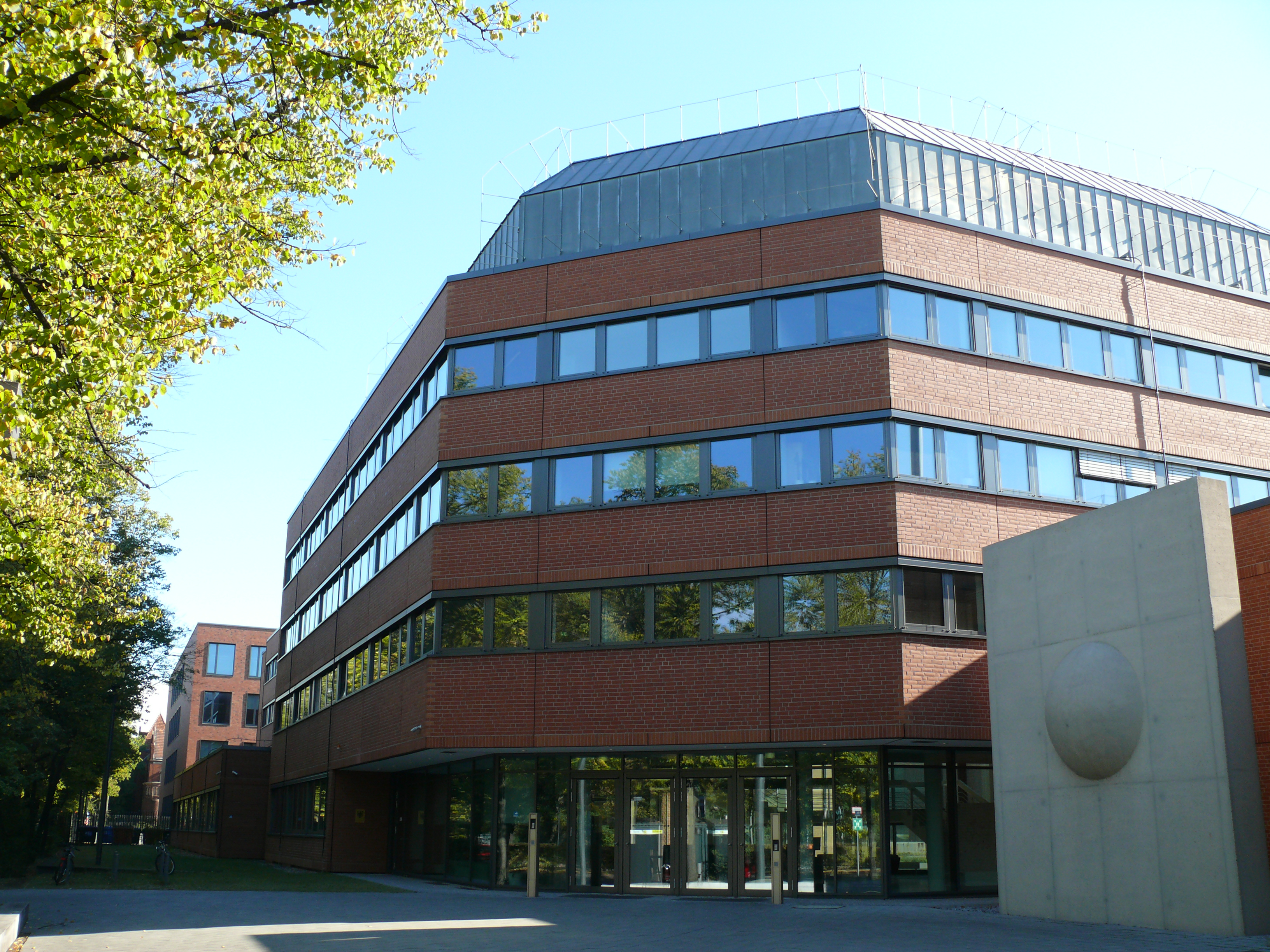
제슈트라세 지부

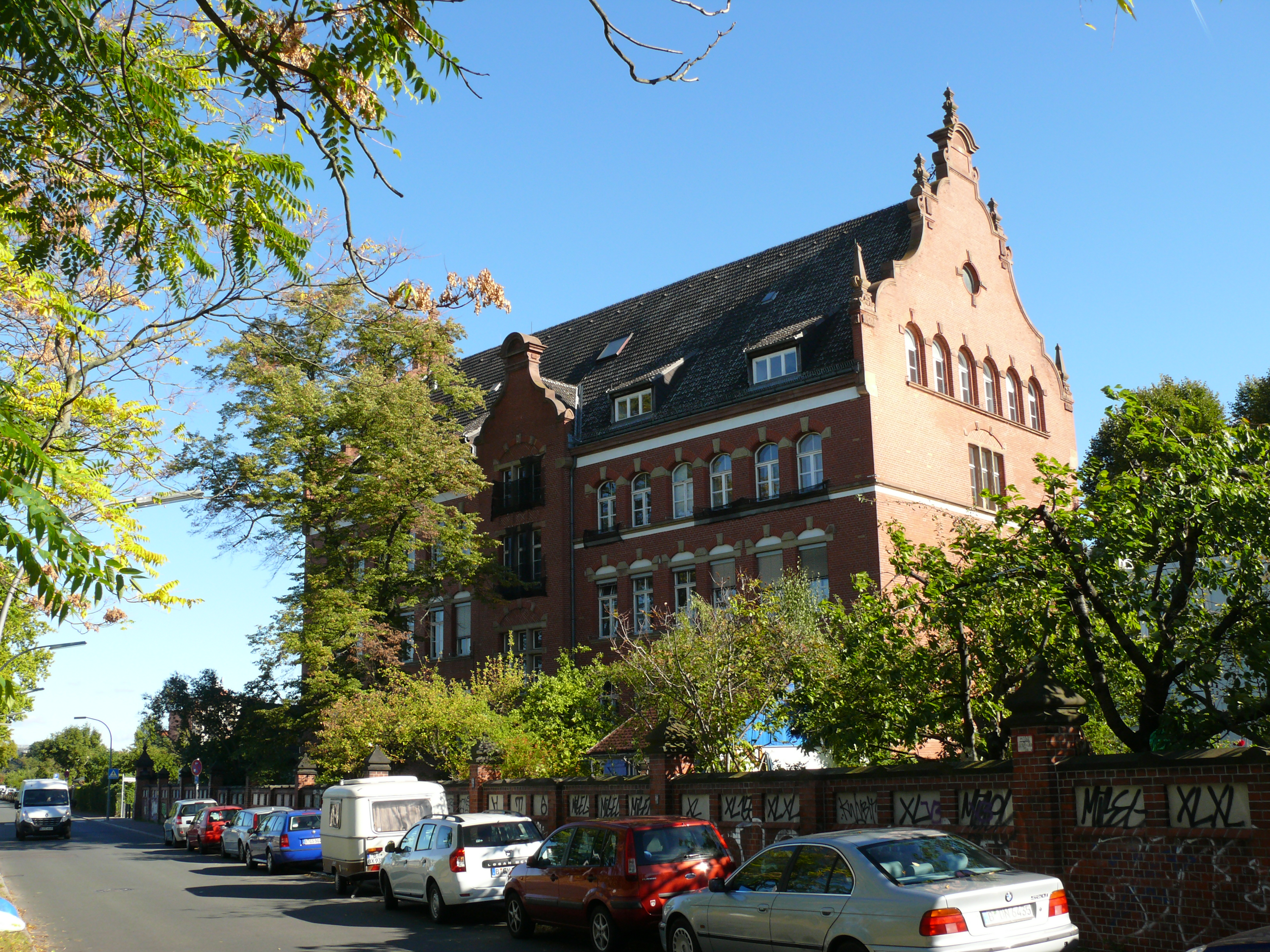
게네랄 파페 슈트라세 지부

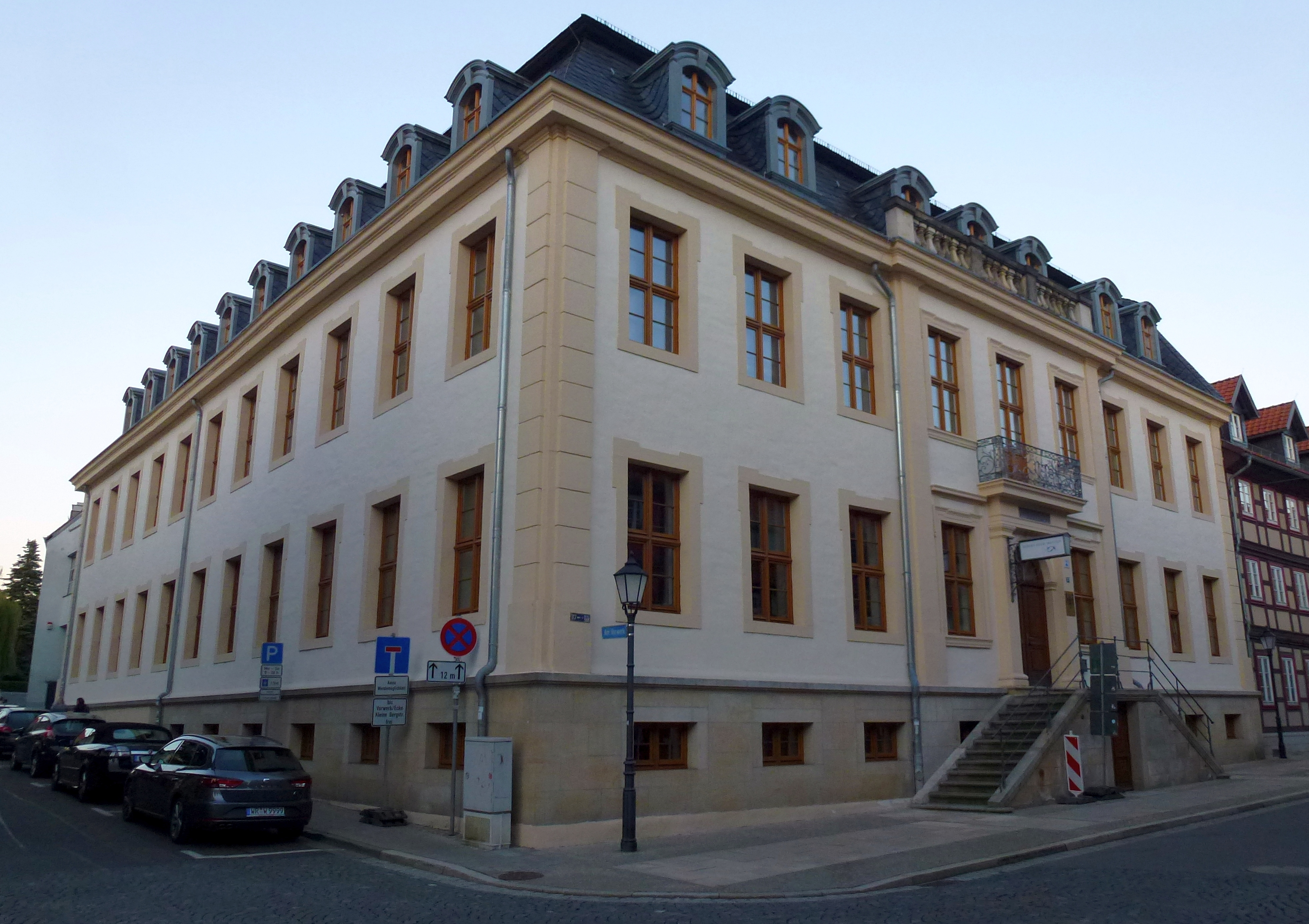
베르니게로데 지부

### 노르트우퍼 본부 (Standort Nordufer)
샤리테 피르효 병원 캠퍼스 근처의 유산으로 등재된 노르트우퍼 건물에는 연구소의 본부가 위치하고 있다. 1900년에 지어졌고 연구소 지도부, HIV와 생물정보학 연구 그룹, 행정관리, 도서관, 로베르트 코흐 영묘와 박물관 등이 여기에 있다.

### 제슈트라세 지부 (Standort Seestraße)
제슈트라세 10번지에는 2015년 리모델링을 거쳐 새로 개장한 실험실 및 사무실 건물이 위치해 있다. 여기에는 BSL-4 레벨 실험실을 포함한 대다수의 연구 실험실과 전산관리부서가 자리를 잡고 있다.   

### 게네랄 파페 슈트라세 지부 (Standort General-Pape-Straße)
1897년 원래 병영 건물로 지어진 곳으로 역학과 보건감시부서 및 연구소에 속한 인쇄소가 여기에 있다. 여기도 역시 유산으로 등재되어 있다.

### 베르니게로데 지부 (Standort Wernigerode)
하르츠에 위치한 베르니게로데 지부는 연구 시설로 동독의 세균 연구 중심지였고 통일 이후에는 RKI의 한 지부로 변경되었다. 1754년 지어진 바로크풍 건물과 현대적인 실험실이 공존하는 형태로 세균에 의한 감염병, 항생제 저항성, 인수공통감염, 숙주와 병원체의 상호 작용, 생물정보학 등을 다루는 곳이다. 포도상구균과 장내구균 국가 표준시설과 살모넬라 및 기타 장 관련 병원체 국가 표준시설 또한 여기에 있다.

## 같이 보기
- 로베르트 코흐